# Archophileurus oedipus
Archophileurus oedipus är en skalbaggsart som beskrevs av Heinrich Bernward Prell 1912. Archophileurus oedipus ingår i släktet Archophileurus och familjen Dynastidae. Inga underarter finns listade.